# Sveti Vendelin
Sveti Vendelin (554. – 617.) njemački je opat i svetac škotskog ili irskog porijekla.

## Životopis
O svetom Vendelinu znamo prema životopisu iz 15. stoljeća prema kojem je bio sin staroškotskog kralja Forchad i kraljice Ireline, no umjesto da je postao kralj posvetio se svećeničkom pozivu te postao biskup. Prema drugoj predaji, Vendelin je iz irske bogate obitelji koja je imala dobre odnose s kraljevskom obitelji iz Irske te je ubrzo došao na kontinet i zaputio se u Tier gdje je čuvao tuđe svinje kako bi se mogao uzdržavati Živio kao pustinjak, a pri kraju 6. stoljeća izabran je za opata benediktinskog samostana u Tholeyju gdje je i umro 617. godine. Tijelo je bilo zakopano u blizina današnjeg mjesta Sankt Wendel gdje je 1360. tadašnji terski nadbiskup Boemund II prenio kosti i sakradio baziliku njemu u čast.

## Štovanje
Godine 1417. u gradu Saarbrückenu izbio je veliki požar, a stanovnici su zagovarali svetog Vendelina za pomoć te je požar ubrzo bio ugašen. Nakon toga se štovanje tog sveca populariziralo te su mnogi toponimi i eponimi u Njemačkoj izvedeni iz njegovog imena (St. Wendel). U njegovu je čast diljem svijeta podignuto petstotinjak kapelica i oko 160 svetišta. U Hrvatskoj postoji nekoliko crkva posvećeniih njemu, a u Jarmini je osnovana i župa pod njegovom zaštitom s obzirom na to sa su za vrijeme osnivanja župe, u mjestu živjeli mnogi Nijemci.